# Trường phái Anh trong lý thuyết quan hệ quốc tế
Trường phái Anh trong lý thuyết quan hệ quốc tế (còn gọi là chủ nghĩa hiện thực tự do (liberal realism)) là một trường phái tư tưởng trong quan hệ quốc tế, đại diện cho ý tưởng của xã hội quốc tế trong hệ thống vô chính phủ (anarchy) quốc tế. Đây là trường phái tư tưởng tập trung vào các đặc điểm và nguyên tắc mang tính đạo đức, chính trị và xã hội của hệ thống quốc tế, và chỉ rõ những đặc điểm và nguyên tắc này giúp hình thành cũng như hạn chế lợi ích và hành động của các quốc gia như thế nào.
Nó được coi là một lý thuyết kiến tạo (constructivism). Nó chịu ảnh hưởng nặng nề bởi thuyết chức năng (functionalism) và hiện thực (realism).
Khái niệm này được hình thành bởi sự tập trung nghiên cứu ở Anh, nơi những người đại diện chính của Trường phái Anh (như là Hedley Bull và Martin Wight) làm việc tại Đại học Oxford và đặc biệt là tại Trường Kinh tế London. Nó được nêu ra bởi Roy Jones vào năm 1981 trong một bài phê bình, trong đó ông thực ra kêu gọi chấm dứt Trường phái Anh. Đại diện đương đại là nhà kinh tế Barry Buzan, cũng giảng dạy tại Trường London.

## Lịch sử
Giữa cuối thế kỷ 19 và Chiến tranh thế giới thứ nhất, phát sinh ở Anh các dòng trí tuệ của quốc tế tự do (liberal internationalism). Đặc biệt là John A. Hobson công bố những nghiên cứu và nhận định về các vấn đề quốc tế trong thời đại của mình, chẳng hạn như một tác phẩm về chủ nghĩa đế quốc vào năm 1902 và sau này về các câu hỏi kinh tế và Liên đoàn các quốc gia. Norman Angell và Hobson đã cảnh báo về sự nguy hiểm của chiến tranh giữa các cường quốc. Trong những năm 1930, David Mitrany và E. H. Carr đã viết trong các tác phẩm ở Anh, mà khi nhìn lại biện minh cho lý thuyết của chủ nghĩa chức năng (Funktionalismus) và chủ nghĩa hiện thực (Realismus). Từ năm 1959 Ủy ban Anh, dưới sự chỉ đạo của Herbert Butterfield, Martin Wight, Adam Watson và Hedley Bull, đã họp về Lý thuyết Chính trị Quốc tế, để làm sáng tỏ những vấn đề cơ bản và các khía cạnh khác nhau (trong lý thuyết và lịch sử) của chính trị quốc tế. Năm 1977 Hedley Bull đã viết " Xã hội vô chính phủ: Một nghiên cứu về trật tự trong chính trị thế giới." Trong tác phẩm đó, Bull đã tìm cách chứng minh bản chất của các quy tắc luân lý và quy phạm mà dựa vào đó các quốc gia cố gắng học cách hợp tác với nhau, cũng như làm sáng tỏ những ràng buộc mang tính qui phạm của trật tự quốc tế và việc hoạch định chính sách.
Trong những năm 1990, sự phát triển tiếp tục được thực hiện bởi thế hệ thứ hai.

## Lý thuyết cơ bản
Theo Wight, Trường phái Anh bao gồm 3 chủ nghĩa R:
Chủ nghĩa hiện thực (Realism)
Một nhân sinh quan bi quan, xem Chủ nghĩa hiện thực (quan hệ quốc tế).
Chủ nghĩa duy lý (Rationalism)
Chia sẻ một thế giới quan thực tế tiêu cực, nhưng nhìn thấy một sự cải tiến bằng lý trí và tổ chức.
Chủ nghĩa cách mạng (Revolutionism)
Chủ nghĩa duy tâm quốc tế giả định sự tồn tại của các giá trị phổ quát.
Theo Bull, Trường phái Anh bao gồm 3 nhóm truyền thống lý thuyết chính tranh đua lẫn nhau: chủ nghĩa Grotius (Grotianism), chủ nghĩa Kant (Kantism), và chủ nghĩa Hobbes (Hobbesianism).